# Клиновий затвор

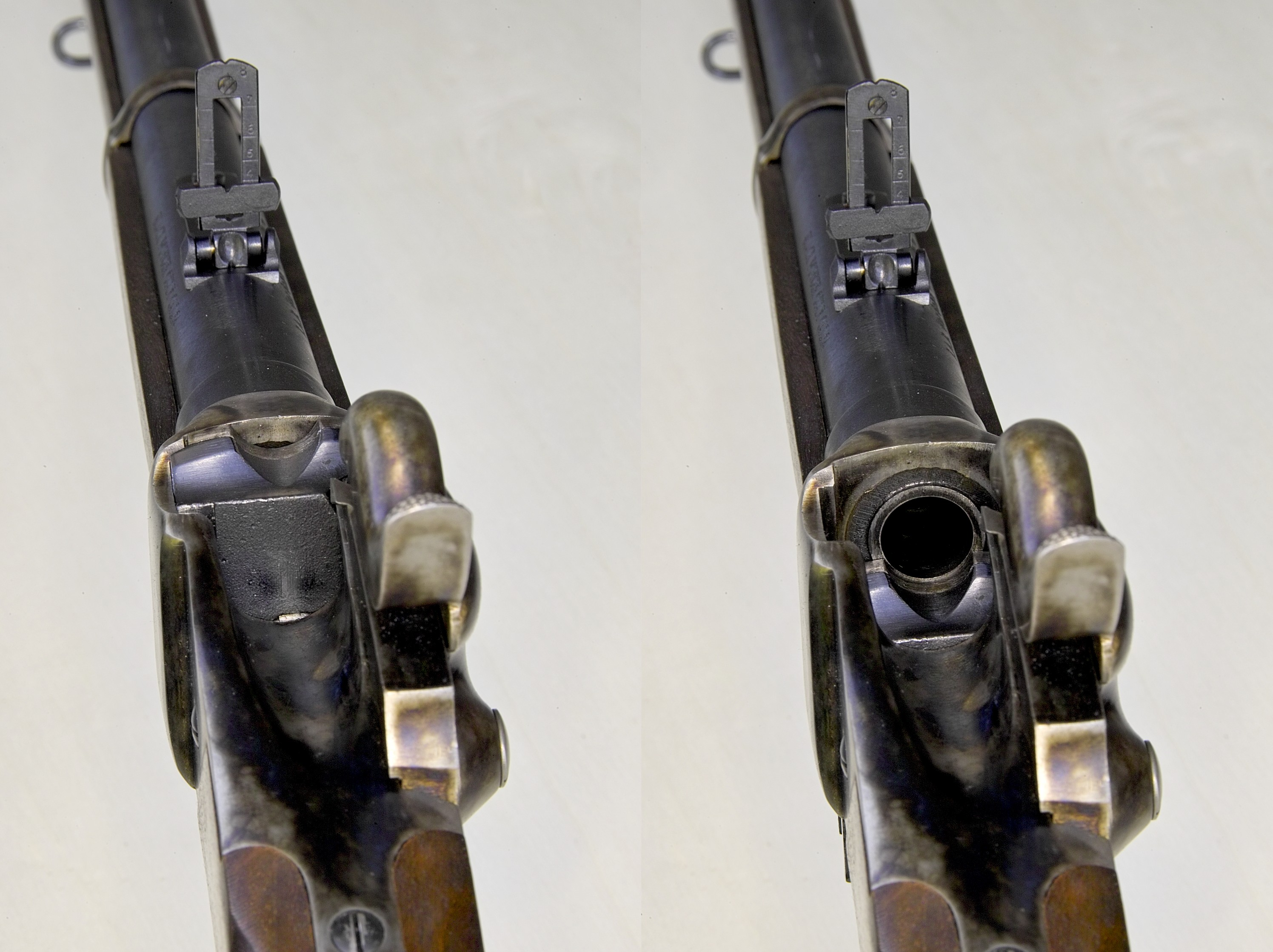
Затвор гвинтівки Шарпс. Ліворуч — затвор закритий, праворуч — відкритий. Досилання патрона та витягання стріляної гільзи (в пізньому варіанті — під патрон з металевою гільзою) здійснювалося стрільцем вручну. Прорив порохових газів виключався за рахунок пружинної пластинки з конічним отвором (проглядається на лівій фотографії).

Клиновий затвор (нім. Keilverschluss) — механізм вогнепальної зброї, що забезпечує відкривання та закривання каналу ствола шляхом поступального руху затвора перпендикулярно осі ствола (вертикально або горизонтально).
Основна перевага цієї системи — незалежність розмірів замикаючого механізму та ствольної коробки від довжини патрона, що дозволяє сконструювати коротку зброю. Крім того, клиновий затвор дозволяє виконати вузол замикання надзвичайно міцним, що витримує відбій дуже потужних патронів. Застосовується в стрілецькій зброї рідко, але зате широко використовується в артилерії, приклади — автоматична авіаційна гармата АМ-23 та багато легких польових гармат.

## У стрілецькій зброї

Принцип роботи клинового затвора

Найвідоміший приклад використання такого затвора в стрілецькому озброєнні — гвинтівка Шарпса часів Громадянської війни в США. У ній використовувався затвор, що ковзає вгору-вниз по напрямних всередині масивної ствольної коробки, рухом його керував спеціальний важіль, поєднаний зі спусковою скобою. Гвинтівка Шарпс випускається в наші дні у вигляді реплік для любителів стилю «Дикого Заходу».
Близький принцип роботи замикаючого механізму було реалізовано у таких системах, як грецька гвинтівка Мілонаса, бельгійська гвинтівка Комблена, гвинтівка Стівенса, Шарпс-Борхардт, Winchester Model 1885, Browning M78. Серед сучасної зброї такий затвор мають зазвичай американські однозарядні гвинтівки, виконані під потужні патрони, часто — нестандартні (так звані wildcats).
З автоматичної зброї клиновий затвор використовувався, наприклад, в великокаліберних кулеметах НСВ-12,7, американському танковому кулеметі M73 та дослідному радянському автоматі Коробова ТКБ-022.
Також клиновий затвор завдяки своїй простоті та компактності часто використовується в будівельно-монтажних пістолетах, таких, як ПЦ-84.

Прусський клиновий затвор С/67 (розріз).
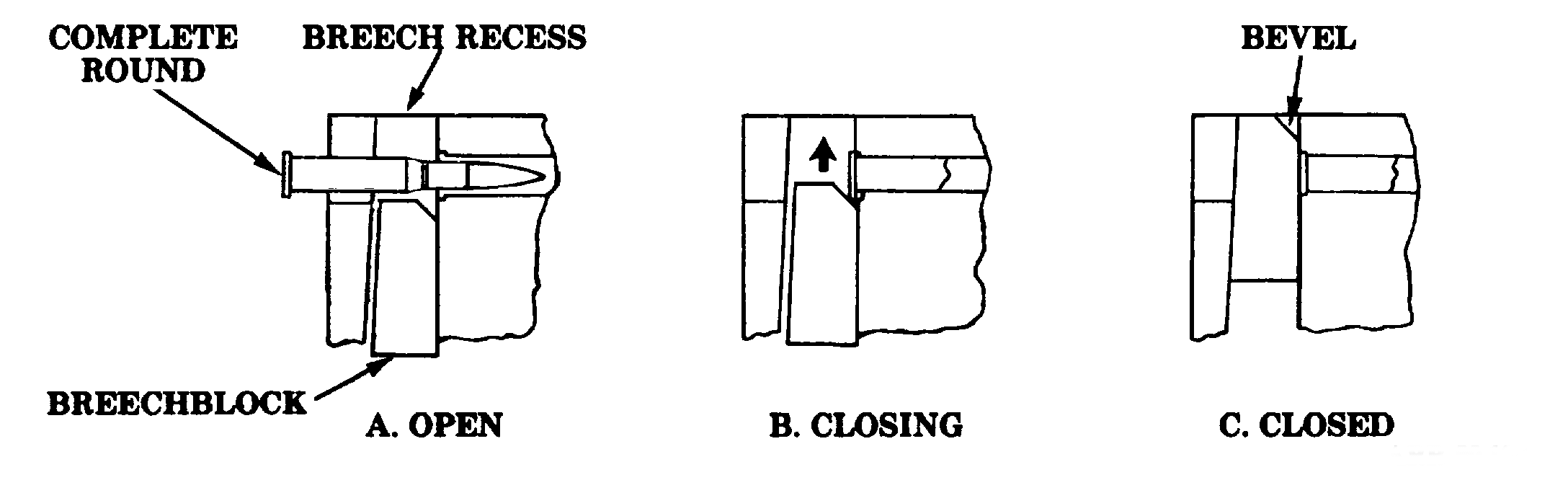
Принцип роботи клинового затвора
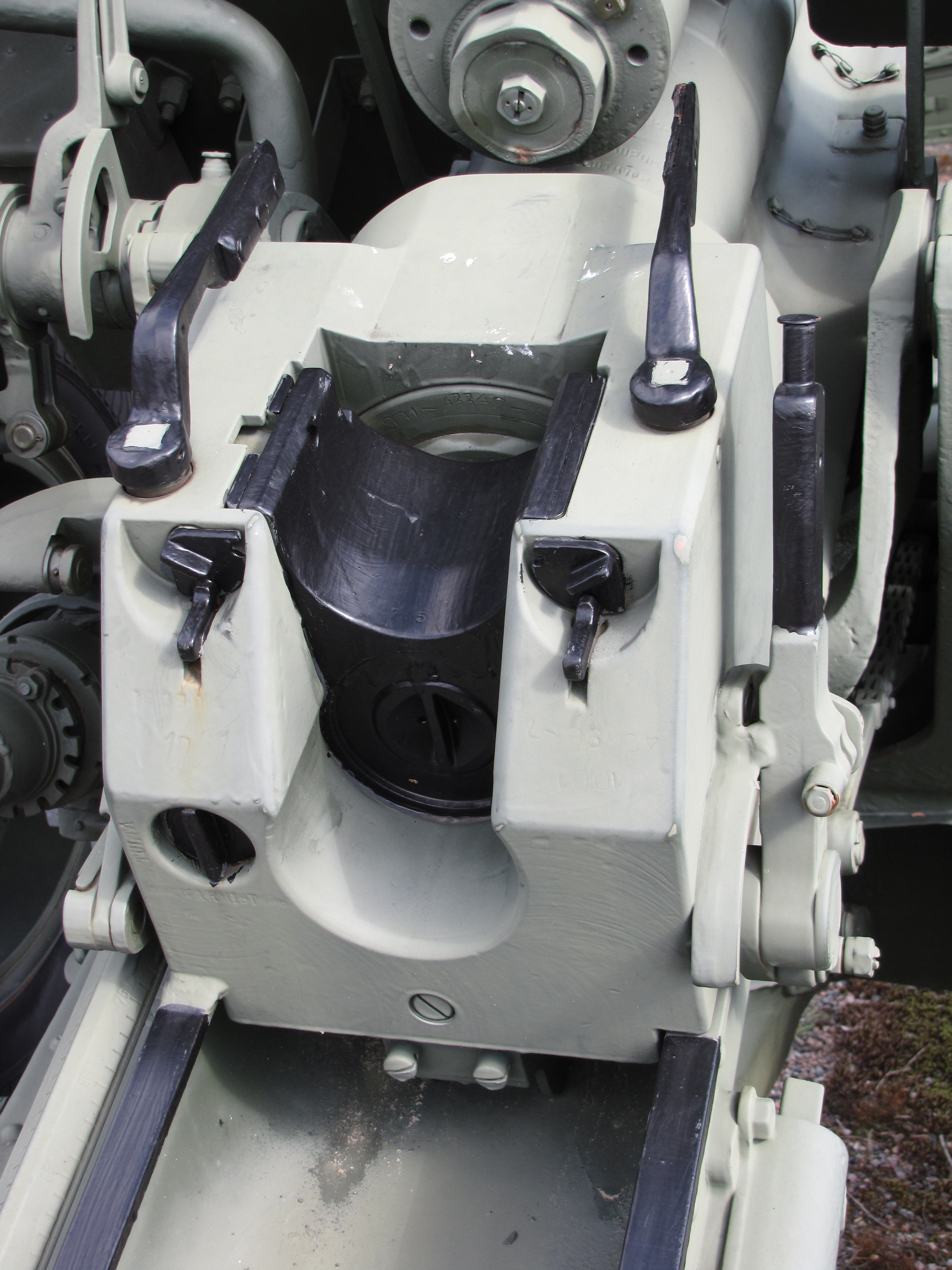
Вертикальний клиновий затвор гармати УСВ в музеї в Хямеенлінна, зблизька
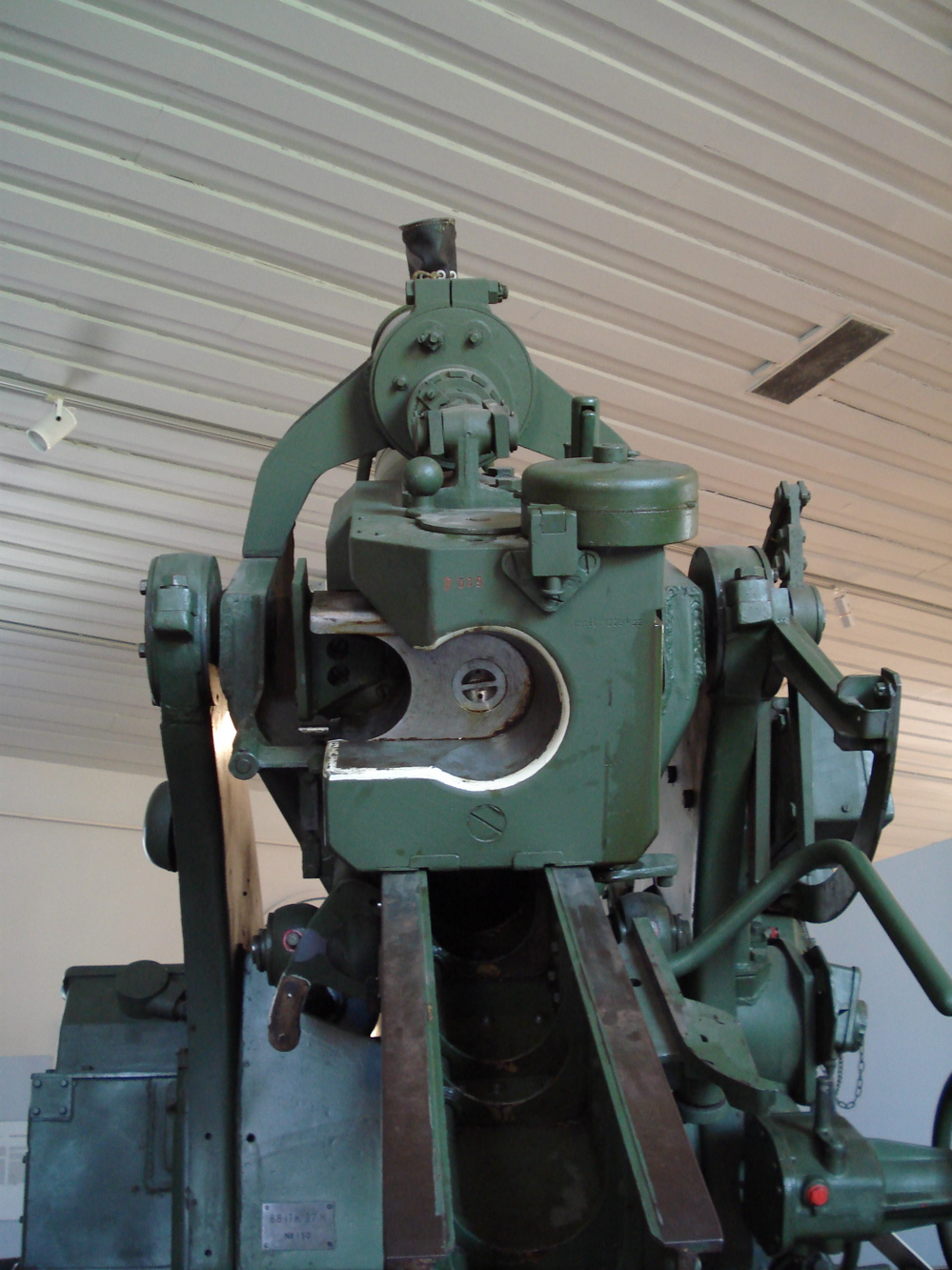
Горизонтальний клиновий затвор зенітної гармати FlaK 37
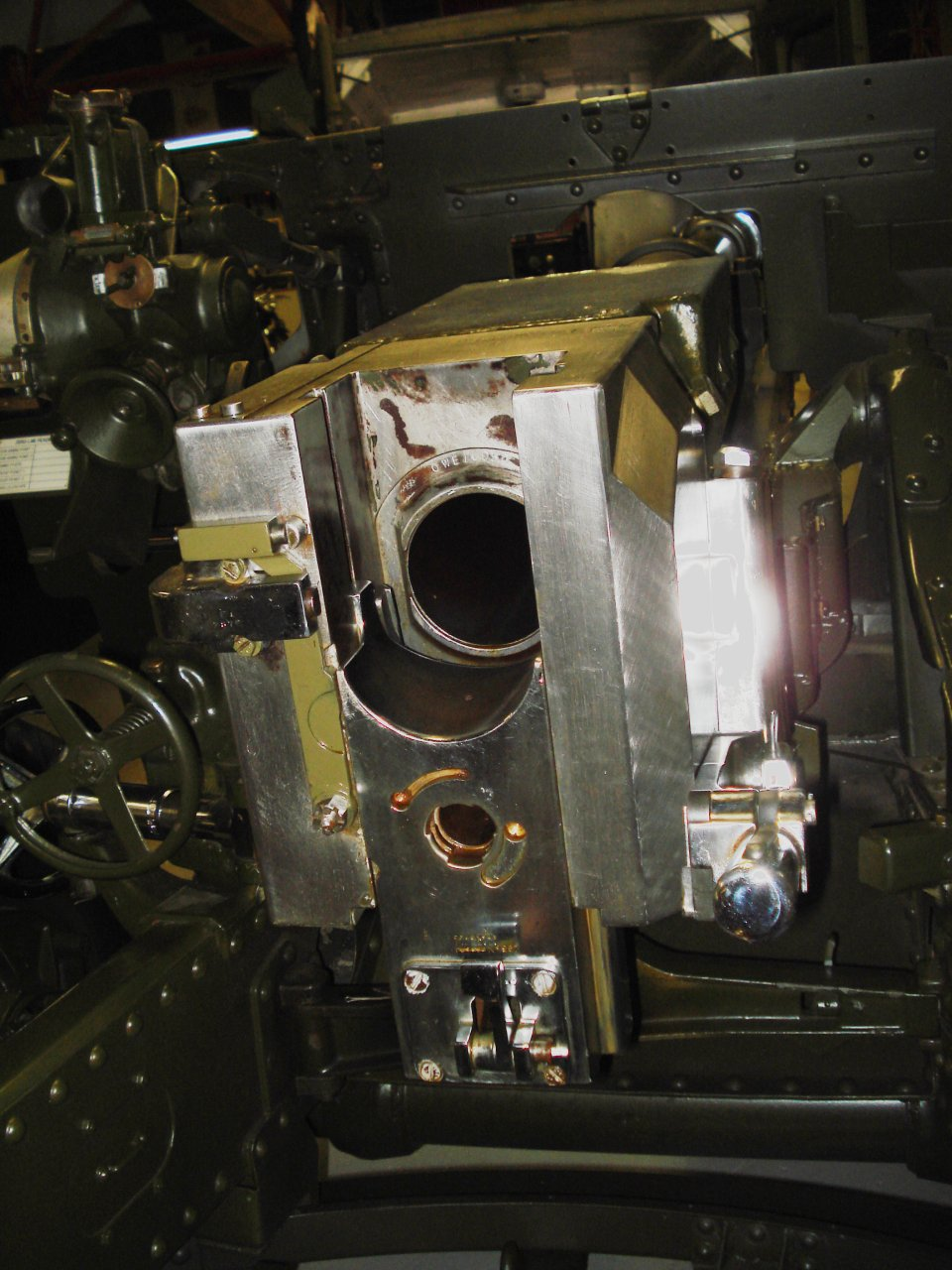
Затвор англійської 25-фунтівки